# 小花苗话
小花苗话是中国一种由小花苗使用的苗语支语言，与苗语亲缘关系密切。苗语和小花苗话作为苗语川滇黔方言苗语川滇黔次方言。:1-22分布在贵州省西部六盘水市水城区、安顺市镇宁县、关岭县、毕节市纳雍县、赫章县等地。